# Neoem Benej Nebiim
Neoem Benej Nebiim was een theologisch en wijsgerig dispuut verbonden aan der Faculteit der Godgeleerdheid van de Rijksuniversiteit Groningen. Het genootschap was actief van 1948 tot 2010. Een aantal leden uit met name de jaren 50 van de 20e eeuw werd later tot hoogleraar benoemd.

## Bekende leden
- Willem Abma, schrijver
- H.J.W. Drijvers, Semitische taal- en letterkunde
- Hubertus G. Hubbeling, godsdienstfilosoof
- Casper Labuschagne, oud-testamenticus
- Lammert Leertouwer, godsdienstwetenschapper en universiteitsbestuurder
- Gerrit Mik, psychiater en lid Tweede Kamer
- Lolle Nauta, filosoof
- Jan Sperna Weiland, filosoof
- Ruurd Veldhuis, ethicus